# Castropetre
Castropetre es una localidad española que forma parte del municipio de Oencia, en la provincia de León, comunidad autónoma de Castilla y León.

## Geografía

### Ubicación
| Noroeste: Oencia | Norte: Arnadelo | Noreste: Sobredo |
| Oeste: Arnado    |                 | Este: Cabarcos   |
| Suroeste Lusio   | Sur: Oulego     | Sureste: Oulego  |

## Demografía
Evolución de la población
| Gráfica de evolución demográfica de Castropetre entre 2000 y 2024  |
|                                                                    |
| Población de derecho (2000-2024) según el padrón municipal del INE |